# El Sauz de Ures
El Sauz de Ures es una congregación del municipio de Ures ubicada en el centro del estado mexicano de Sonora. La congregación es la quinta localidad más habitada del municipio, ya que según los datos del Censo de Población y Vivienda realizado en 2010 por el Instituto Nacional de Estadística y Geografía (INEGI), El Sauz de Ures tiene un total de 467 habitantes. Se encuentra en la carretera federal 14 que va de Hermosillo a Moctezuma, específicamente en el tramo Guadalupe–Heroica Ciudad de Ures

## Geografía
El Sauz de Ures se sitúa en las coordenadas geográficas 29°23′50″ de latitud norte y 110°26′02″ de longitud oeste del meridiano de Greenwich, a una elevación de 369 metros sobre el nivel del mar.